# アレクサンドル・カレリン
アレクサンドル・アレクサンドロヴィチ・カレリン（ロシア語: Александр Александрович Карелин, ラテン文字転写: Aleksandr Aleksandrovich Karelin、1967年9月19日 - ）は、ソビエト連邦ロシア・ノヴォシビルスク出身のグレコローマンレスリング選手。政治家。身長191 cm、体重130 kg。ソビエト連邦、旧ソ連統一チーム、ロシアの代表選手を務めた。
オリンピックにおいてグレコローマンレスリング130 kg級で1988年、1992年、1996年と3大会連続で金メダルを獲得。その前人未到とも称された大記録と圧倒的な強さから、海外マスメディアではThe Experiment、日本では霊長類最強の男の異名で知られる。ロシア連邦英雄を授与されている。別表記アレクサンダー・カレリン。

## 来歴
13歳の時にレスリングを始め、積雪30 cmの中でのランニングや、ボートを3時間不休で漕ぎ続けるなどの過酷なトレーニングで身体を徹底的に鍛え上げた。その結果カレリンは超人的とさえいえるパワーを身に付け、全盛期の背筋力は400 kg以上、ベンチプレスは一説によれば704lb＝約319㎏（この記録はパワーリフティング系以外のアスリートにおける史上最高クラスの記録であり、NFL史上最強のオフェンスラインマンの一人であるラリー・アレンの持つ705lb＝約320㎏に迫る記録。）に達したとのことだが、ごく少数の情報源から広まった情報であり、同じグレコローマンレスリングでカレリンの五輪3連覇を上回り、五輪5連覇を達成したミハイン・ロペスが保持するベンチプレスの自己記録は200㎏であるなど、レスリングという競技性も相俟ってベンチプレス319㎏は誤情報であるという見解も多い。
彼の怪力に関するエピソードとして、引越しの際にアパートの1階から8階（一説では15階とも）まで、たんすや冷蔵庫（重さ120 kg）を一人で担いで運んだという逸話がある。
1987年から2000年まで国際大会で13年間無敗を誇り、大会76連勝の記録を持つ。その間に世界選手権9連覇や欧州選手権10連覇を記録し、公式試合での連勝記録は300までに及んだ。
怪我やアクシデントに強く、脳震盪を起こした時も、肋骨が折れていた時も、胸筋断裂により片腕が使えなかった時も、大会で優勝したという。
25歳で国内軍の少佐号を授与され、28歳で税務警察局の大佐となり、ロシア・レスリング協会の副会長も兼務。
1999年2月21日には、横浜アリーナで開催されたリングスにおいて、前田日明の引退試合の相手を務めた。この試合はカレリン唯一の他流試合（グレコローマン以外の試合）でもある。前田は「首が折れる覚悟をすること3回」「ダンプカーが正面衝突してくるような力だった」と試合を振り返っている。
2000年9月26日、シドニーオリンピック決勝のオリンピック4連覇を賭けたルーロン・ガードナーとの試合で、自らのクラッチが外れたことによりロストポイントをとられ、これが響いて最終的には判定負け。
その外見に反して言動は紳士的かつ知的であり、レスリング関係者のみならず、広くロシア国民の尊敬の対象となっている。1999年12月からはロシアの連邦下院議員を1期務めた。
学位はロシア国立体育アカデミー博士号。愛読書はアレクサンドル・プーシキンの著書や哲学書。
「カレリン基金社」という会社の社長を務める実業家という一面もあり、その財力は「アラブの石油王」と遜色ない程と言われる。
その戦績から「古代オリンピックのレスリングを含めて2000年間の中でナンバーワンのレスラー」と評される。

## 得意技
カレリンの超人的な強さの象徴として、カレリンズ・リフトという技がある。これはパーテールポジションから相手の胴体をクラッチし、自らの後方、相手の側方に反り投げるという俵返に相当するもので、アマチュアレスリンググレコローマンスタイルではポピュラーな投げ技のひとつである。しかしそれは軽・中量級における話であり、カレリンが出場していた130 kg級では前代未聞の大技だった。カレリンがこの技を使うまでは、130 kg級において相手を俵返で投げるという概念自体が存在しなかったとされている。受ける側は当然ながら頸椎に多大な荷重がかかるため、カレリンにパーテールポジションを奪われた相手がこの技を恐れて、そのままフォール負けを選ぶという場面がしばしば見受けられた。
前田日明はカレリンとの対戦前「あれはレスリングのルールだから通用する技。自分は絶対に喰らわない」と自信のほどを語っていたが、実際の試合では2回カレリンズ・リフトを受けてしまった。前田が引退後『リングの魂』で語ったところによれば、カレリンのクラッチはあまりにも人間離れした強固極まるもので（前田曰く「えっ、こんなクラッチあるの？と思った」）、全く抵抗することが出来なかったという。

## その他
- 身長191 cm、体重130 kgの巨漢だったが、非常にバランスが取れた体格を持っていた。これについては前田日明が『リングの魂』内で詳しく語っており、カレリンの体は全身が柔軟かつ重厚な筋肉の塊で「鉄の塊と試合してるみたい」「競走馬に触ったことがあるんですけど、同じ感じの筋肉」だったという。また、前田は「筋肉のつき方が軽量級の選手と同じなんですよ。ああいう体は持って生まれたものじゃないと、いくら鍛えてもそうならないでしょうね」とも述べている。
- 1989年、アントニオ猪木が窓口となって新日本プロレスへショータ・チョチョシビリ、サルマン・ハシミコフらを、協栄ボクシングジムへ勇利アルバチャコフ、オルズベック・ナザロフらを招聘していった流れの中で、カレリンも新日本プロレスと契約した、とプロレス雑誌に報道されたことがある。当時の報道では、プロ転向という形ではなく、新日にレスリング部門を作り、そこにカレリンが所属する形とされたが、その後、何の動きもなかった。カレリンが日本ではそれほど知名度が高くなく反響が少なかったこと、1989年末には新日内でソ連軍団の価値が下がったことが大きかったが、実際はカレリンの社交辞令を、詳細も詰めずに猪木が過大に発表したことによる。
- 前田との試合の際に使用した入場曲はオジー・オズボーンの『Perry Mason』。
- プロレスラー・格闘家のアレクサンダー大塚は、尊敬するカレリンの名を自らのリングネームに使用している。
- 出生時の体重が6.8 kgもあった。